# My Songs
| Оценки критиков | Оценки критиков |
| Источник        | Оценка          |
| --------------- | --------------- |
| AllMusic        | [ 1 ]           |

My Songs — четырнадцатый студийный альбом британского автора-исполнителя Стинга и его второй студийный альбом, содержащий новые исполнения ранее выпущенного материала (после Symphonicities 2010 года). Релиз состоялся 24 мая 2019 года.

## Об альбоме
В альбом вошли пятнадцать переработанных версий наиболее известных песен Стинга за всю его карьеру как в составе группы The Police, так и в качестве сольного исполнителя. Через свои социальные сети Стинг описал новые версии песен как реконструированные, обновлённые и переосмысленные, и все они имеют современную направленность. Некоторые песни на альбоме были ремикшированы с использованием элементов оригинальных треков, в то время как другие являются полностью перезаписанными.
Ремикшированная версия песни «Brand New Day», записанная для My Songs, была выпущена 31 декабря 2018 года. Эта версия была впервые исполнена вживую на Таймс-сквер в тот же день. Ремикшированная версия «Desert Rose» и заново записанная версия «Demolition Man» были доступны для скачивания 28 марта 2019 года.
Турне My Songs tour началось 28 мая 2019 года в Париже.

## Список композиций
| №   | Название                                          | Автор(ы)              | Продюсер(ы)         | Длительность |
| --- | ------------------------------------------------- | --------------------- | ------------------- | ------------ |
| 1.  | «Brand New Day»                                   | Стинг                 | Дейв Оде            | 3:56         |
| 2.  | «Desert Rose»                                     | Стинг, Шеб Мами       | Оде                 | 3:56         |
| 3.  | «If You Love Somebody Set Them Free»              | Стинг                 | Оде                 | 4:35         |
| 4.  | «Every Breath You Take»                           | Стинг                 |                     | 4:16         |
| 5.  | «Demolition Man»                                  | Стинг                 | Мартин Кирзсзенбаум | 4:17         |
| 6.  | «Can't Stand Losing You»                          | Стинг                 |                     | 2:49         |
| 7.  | «Fields of Gold»                                  | Стинг                 |                     | 3:46         |
| 8.  | «So Lonely»                                       | Стинг                 |                     | 4:08         |
| 9.  | «Shape of My Heart»                               | Стинг, Доминик Миллер |                     | 4:43         |
| 10. | «Message in a Bottle»                             | Стинг                 |                     | 4:46         |
| 11. | «Fragile»                                         | Стинг                 |                     | 3:52         |
| 12. | «Walking on the Moon»                             | Стинг                 |                     | 4:16         |
| 13. | «Englishman in New York»                          | Стинг                 |                     | 4:28         |
| 14. | «If I Ever Lose My Faith in You»                  | Стинг                 |                     | 4:09         |
| 15. | «Roxanne» (Концерт в Олимпия (Париж) апрель 2017) | Стинг                 |                     | 2:57         |

| №                   | Название                                                | Автор(ы)            | Длительность |
| ------------------- | ------------------------------------------------------- | ------------------- | ------------ |
| 16.                 | «Synchronicity II» (концертное исполнение)              | Стинг               | 4:59         |
| 17.                 | «Next to You» (концертное исполнение)                   | Стинг               | 4:18         |
| 18.                 | «Spirits in the Material World» (концертное исполнение) | Стинг               | 3:57         |
| 19.                 | «Fragile» (концертное исполнение)                       | Стинг               | 4:00         |
| Общая длительность: | Общая длительность:                                     | Общая длительность: | 78:08        |

| №                   | Название                                 | Автор(ы)            | Длительность |
| ------------------- | ---------------------------------------- | ------------------- | ------------ |
| 20.                 | «Desert Rose» (Dave Audé Extended Remix) | Стинг, Шеб Мами     | 4:00         |
| Общая длительность: | Общая длительность:                      | Общая длительность: | 82:08        |

| №                   | Название                                                  | Автор(ы)            | Длительность |
| ------------------- | --------------------------------------------------------- | ------------------- | ------------ |
| 20.                 | «I Can't Stop Thinking About You» (концертное исполнение) | Стинг               | 3:43         |
| Общая длительность: | Общая длительность:                                       | Общая длительность: | 82:01        |

## Участники записи
- Стинг — вокал, бас, гитарный синтезатор VG-8
- Доминик Миллер, Руфус Миллер — гитара
- Дэррил Джонс — бас-гитара
- Джерри Фуэнтес — гитара, бас, перкуссия, бэк-вокал
- Би Джей Коул[англ.], Пол Франклин[англ.] — педальная слайд-гитара
- Джейсон Ребелло[англ.] — фортепиано, клавинет
- Киппер (Марк Элдридж)[англ.] — клавишные, программирование ударных
- Дэйв Хартли, Дон Блэкман — орган
- Кенни Кёркленд — клавишные
- Дэнни Кватрочи — Синклавир, бэк-вокал
- Мартин Кирсзенбаум[англ.] — фортепиано, клавишные, орган
- Дэвид Сансиус[англ.] — клавишные
- Кевон «Веббо» Вебстер — клавишные
- Ману Катче, Винни Колаюта, Эттамри Мустафа, Омар Хаким[англ.], Джош Фриз, Энди Ньюмарк[англ.] — ударные
- Мино Чинелу[англ.] — ударные
- Крис Ботти, Гай Баркер[англ.], Джон Барклай — труба
- Дэйв Хит — флейта
- Марк Найтингейл, Ричард Эдвардс — тромбон
- Джеймс Бойд — альт
- Кэтрин Грили, Саймон Фишер — скрипка
- Брэнфорд Марсалис — кларнет, саксофон, ударные
- Кэтрин Тикелл — трубы Нортумбрии, скрипка
- Сиан Белл — виолончель
- Дэррил Тукс, Деннис Коллинз, Дженис Пендарвис[англ.], Джо Мендес, Кен Уильямс, Марлон Сондерс, Тавата Эйджи, Ваниз Томас, Долетт Макдональд, Эллиот Джонс, Джейн Александр, Джо Самнер[англ.], Кейт Самнер, Микки Самнер, Пит Смит, Розмари Перт, Стефани Крудсон, The Nannies Chorus, Вик Гарбарини, Джин Нобл, Мелисса Мусик, Диего Навайра — бэк-вокал
- Куидер Беркан, Мулай Ахмед, Салем Бнуми, Самех Каталан, Дэнни Данлэп — струнные
- Фархат Буаллагуи — дирижёр и руководитель струнных аранжировок
- Стиви Уандер — губная гармошка на «Brand New Day»
- Ларри Адлер — губная гармошка на «If Iver Lose My Faith»
- Дэвид Фокс — рассказчик в «If Iver Lose My Faith»

## Чарты
| Чарт (2019-20)                    | Высшая позиция |
| --------------------------------- | -------------- |
| Australian Digital Albums (ARIA)  | 9              |
| Австрия (Ö3 Austria)              | 7              |
| Бельгия/Фландрия (Ultratop)       | 20             |
| Бельгия/Валлония (Ultratop)       | 8              |
| Канада (Canadian Albums Chart)    | 89             |
| Чехия (ČNS IFPI)                  | 19             |
| Нидерланды (Album Top 100)        | 39             |
| French Albums (SNEP)              | 2              |
| Германия (Offizielle Top 100)     | 4              |
| Венгрия (MAHASZ)                  | 12             |
| Ирландия (IRMA)                   | 81             |
| Italian Albums (FIMI)             | 14             |
| Япония (Oricon)                   | 4              |
| Польша (ZPAV)                     | 4              |
| Португалия (AFP)                  | 4              |
| Шотландия (Scottish Albums Chart) | 15             |
| Spanish Albums (PROMUSICAE)       | 17             |
| Швейцария (Schweizer Hitparade)   | 5              |
| Великобритания (UK Albums Chart)  | 27             |
| США (Billboard 200)               | 145            |
| США (Billboard Top Rock Albums)   | 28             |

| Чарт (2019)                        | Позиция |
| ---------------------------------- | ------- |
| Belgian Albums (Ultratop Wallonia) | 86      |
| French Albums (SNEP)               | 37      |
| Polish Albums (ZPAV)               | 96      |
| Swiss Albums (Schweizer Hitparade) | 92      |
| Чарт (2020)                        | Позиция |
| Polish Albums (ZPAV)               | 54      |

## Сертификации
| Регион                                                                      | Сертификация | Продажи |
| --------------------------------------------------------------------------- | ------------ | ------- |
| Франция (SNEP)                                                              | Платиновый   | 100 000 |
| Польша (ZPAV)                                                               | Золотой      | 10 000  |
| Данные о продажах + прослушиваниях приведены только на основе сертификации. |              |         |

## История релиза
| Страна | Дата        | Формат                 | Лейбл |
| ------ | ----------- | ---------------------- | ----- |
| США    | 24 мая 2019 | CD цифровое скачивание | A&M   |